# Saint-Pierre-Église
Saint-Pierre-Église é uma comuna francesa na região administrativa da Normandia, no departamento Mancha. Estende-se por uma área de 8,08 km². Em 2010 a comuna tinha 1 832 habitantes (densidade: 226,7 hab./km²).